# 262-га піхотна дивізія (Третій Рейх)
262-га піхотна дивізія (Третій Рейх) (нім. 262. Infanterie-Division) — піхотна дивізія Вермахту за часів Другої світової війни.

## Історія
262-га піхотна дивізія сформована 26 серпня 1939 у Відні в XVII-му військовому окрузі (нім. Wehrkreis XVII) під час 4-ї хвилі мобілізації Вермахту.

## Райони бойових дій
- Німеччина (Лінія Зігфрида) (серпень 1939 — червень 1940);
- Франція (червень — вересень 1940);
- Генеральна губернія (вересень 1940 — червень 1941);
- СРСР (південний напрямок) (червень — жовтень 1941);
- СРСР (центральний напрямок) (жовтень 1941 — листопад 1943).

## Командування

### Командири
- генерал-майор, з 1 жовтня 1939 генерал-лейтенант Едгар Тайссен (нім. Edgar Theißen) (26 серпня 1939 — 15 вересня 1942);
- генерал-майор, з 1 квітня 1943 генерал-лейтенант Фрідріх Карст (нім. Friedrich Karst) (15 вересня 1942 — 1 липня 1943);
- оберст, з 1 жовтня 1943 генерал-майор Ойген Весснер (нім. Eugen Wößner) (1 липня — 2 листопада 1943).